# Podklasa społeczna

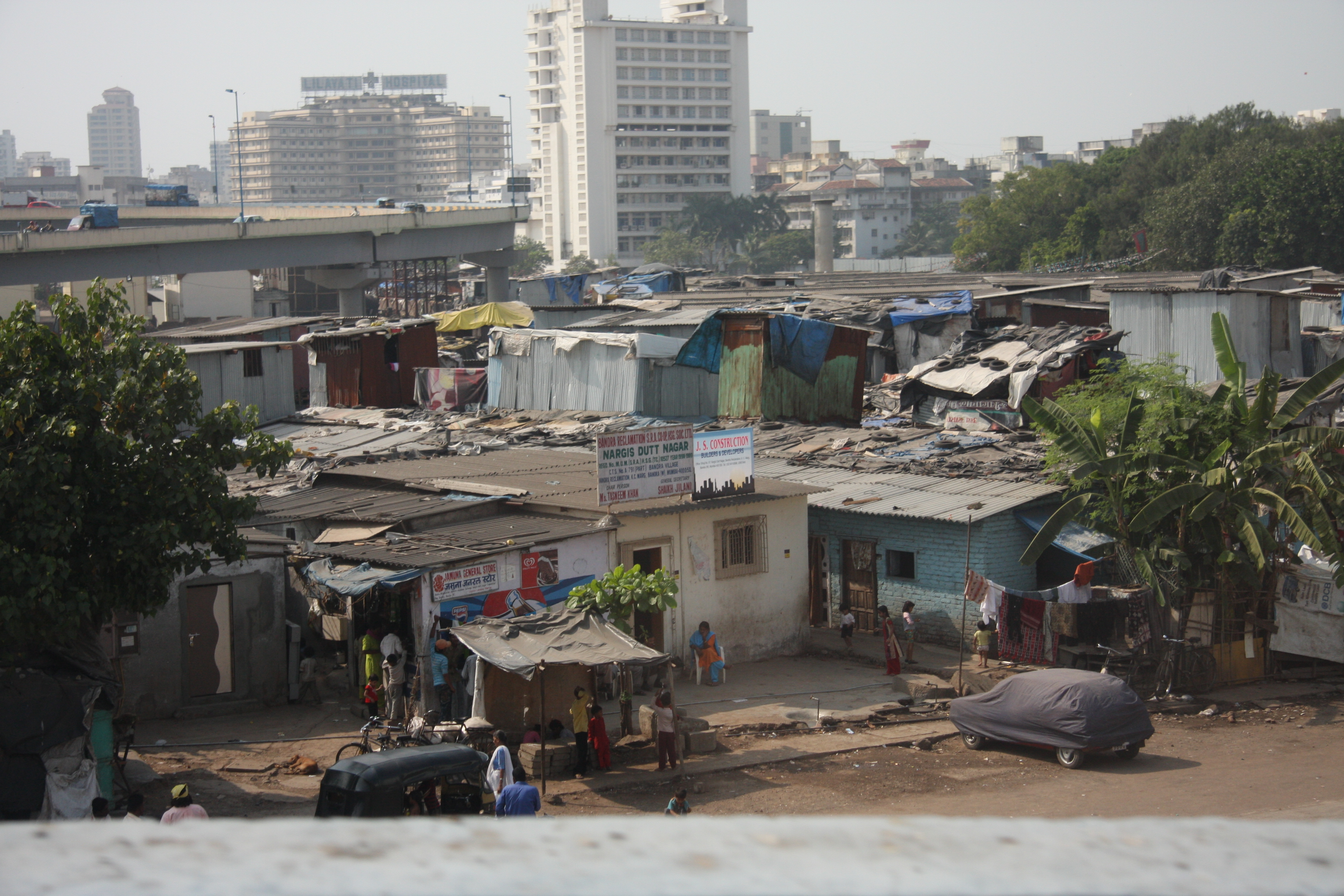
Dzielnica ubóstwa. Osoby mieszkające w takich dzielnicach często zaliczane są do podklasy społecznej.

Podklasa społeczna, underclass – specyficzna, niejednolita kategoria społeczna, skupiająca ludzi trwale pozostawionych poza nawiasem społeczeństwa (np. biedni, uliczni przestępcy, narkomani, bezdomni, alkoholicy, pozbawieni opieki umysłowo chorzy). W hierarchicznym porządku znajduje się ona na najniższym szczeblu drabiny społecznej.
Jedną z przyczyn jej powstawania jest uzależnienie się od pomocy socjalnej. Jest to skutek uboczny działania państwa opiekuńczego (podejście behawioralne) lub skutek uboczny makroekonomicznych przemian gospodarczych (podejście strukturalne).

## Twórcy pojęcia
Autorem pojęcia w odniesieniu do sfery niedostatku jest szwedzki ekonomista Gunnar Myrdal. Autorstwo ogólnej koncepcji underclass przypisuje się jednak amerykańskiemu socjologowi Juliusowi Wilsonowi.

## Wyróżniki
Wyróżnikami członków podklasy społecznej są: trwała nieobecność na rynku pracy, przynależność kulturowa i rasowa, segregacja przestrzenna.
Podstawowe składniki identyfikujące jej obecność:
- bezrobocie wśród młodych mężczyzn
- przestępstwa dokonywane przeciwko osobom
- duża dzietność w rodzinach dysfunkcyjnych.

## Poziomy analizy
Według Mary Daly istnieje pięć poziomów analizy podklasy społecznej:
1. przestrzenny – znajdowania się w bliskości przestrzennej z innymi osobami w podobnej sytuacji ekonomiczno-społecznej
2. strukturalny – wykluczenie społeczne i marginalizacja
3. temporalny – trwanie określonych warunków i zachowań przez dłuższy czas
4. deprywacji – równoczesne doświadczanie różnych problemów społecznych (np. bieda, alkoholizm i złe warunki mieszkaniowe)
5. kulturowy – cechy „kultury ubóstwa” jako podobieństwa kulturowe.

## Koncepcja „kultury ubóstwa” Oscara Lewisa
Według niektórych badaczy da się wyróżnić w miarę homogeniczny świat kulturowy podklasy społecznej, na który składają się brak umiejętności planowania przyszłości, rezygnacja, fatalizm i tolerancja dla patologii. W koncepcji Oscara Lewisa długotrwałe ubóstwo ma nadbudowę kulturową – nędza ma odrębną strukturę i zasady funkcjonowania, w tym sensie tworzy subkulturę.
- „Kultura ubóstwa” jest charakterystyczna dla grupy najuboższej w społeczeństwie.
- Bieda jest dziedziczna.
- Na poziomie rodziny brak jest dzieciństwa jako etapu chronionego.
- Powszechną formą związków są konkubinaty lub związki matriarchalne.
- Na poziomie psychologicznym wiąże się ona z poczuciem zepchnięcia na margines, bezradnością, uzależnieniem, widzeniem siebie jako kogoś gorszego od innych.

Anthony Giddens stwierdza, że o ile początkowo pojęcie podklasy społecznej było klarowne, to w wyniku wciągnięcia jej istnienia jako argumentu w krytyce państwa opiekuńczego rozwodniło się i uległo upolitycznieniu.